# Jan Koum
Jan Koum (în ucraineană Ян Кум, transliterat: Ian Kum; n. 24 februarie 1976, Kiev, RSS Ucraineană, URSS) este un om de afaceri american de origine ucraineană, cunoscut ca fiind directorul și co-fondatorul platformei WhatsApp, care ulterior a fost cumpărată de "Facebook Inc." în februarie 2014 pentru suma de 19,3 miliarde de dolari.
În 2014 a intrat pe lista "Forbes" a celor mai bogați americani pe poziția 62, cu o avere estimată la 7,5 miliarde de dolari.

## Biografie
S-a născut într-o familie de evrei.
În 1992 se mută în Mountain View, Santa Clara, California, California cu mama care a început să lucreze ca babysitter, tatăl rămânând în Ucraina.
Jan Koum își câștiga existența făcând curățenie într-un magazin alimentar.
La 18 ani își manifestă interesul pentru programare și intră la Universitatea din San Jose, California.
În timpul studiilor a lucrat ca security tester în cadrul "Ernst & Young".
Aici îl cunoaște pe informaticianul Brian Acton, care îi propune să lucreze la "Yahoo!" ca inginer de infrastructură.
În septembrie 2007 cei doi părăsesc Yahoo! și ajung la ideea dezvoltării unei aplicații pentru smartphone sub forma unei agende telefonice care să prezinte statusul persoanelor din listă.
Aplicația a fost înregistrată în California la 24 februarie 2009 cu numele WhatsApp Inc..
În 2013, numărul de utilizatori WhatsApp ajunsese la 200 de milioane.
După cumpărarea de către Facebook, Koum devine director în consiliul de adminitrație al platformei WhatsApp, care operează una dintre cele mai mari rețele de socializare, care în februarie 2016 înregistrează peste un miliard de utilizatori.